# Szczyt Patkhor
Szczyt Patkhor lub Patkhur (tadż. Паххор) – szczyt w paśmie Pamiru. Leży w południowym Tadżykistanie, blisko granicy z Afganistanem.